# 2006-os Roland Garros
A 2006-os Roland Garros az év második Grand Slam-tornája, a Roland Garros 105. kiadása volt. Párizsban, a Stade Roland Garroson rendezték meg, május 28. és június 11. között. Férfiaknál a spanyol Rafael Nadal, nőknél a belga Justine Henin nyert.

## Döntők

### Férfi egyes
Rafael Nadal -  Roger Federer 1-6, 6-1, 6-4, 7-6(4)

### Női egyes
Justine Henin -  Szvetlana Kuznyecova 6-4, 6-4

### Férfi páros
Jonas Björkman /  Makszim Mirni -  Bob Bryan /  Mike Bryan 6-7(5), 6-4, 7-5

### Női páros
Lisa Raymond /  Samantha Stosur -  Daniela Hantuchová /  Szugijama Ai 6-3, 6-2

### Vegyes páros
Katarina Srebotnik /  Nenad Zimonjić -  Jelena Lihovceva /  Daniel Nestor, 6-3, 6-4

## Juniorok

### Fiú egyéni
Martin Kližan –  Philip Bester 6–3, 6–1

### Lány egyéni
Agnieszka Radwańska –  Anasztaszija Pavljucsenkova 6–4, 6–1

### Fiú páros
Emiliano Massa /  Nisikori Kei –  Artur Chernov /  Valery Rudnev 2–6, 6–1, 6–2

### Lány páros
Sharon Fichman /  Anasztaszija Pavljucsenkova –  Agnieszka Radwańska /  Caroline Wozniacki 6–7(4), 6–2, 6–1